# Greatest Hits (album de Creed)
Pour les articles homonymes, voir Greatest Hits.
Greatest Hits est la première compilation du groupe Creed sorti en 2004.

## Liste des chansons
| No  | Titre                                | Durée |
| --- | ------------------------------------ | ----- |
| 1.  | Torn                                 | 6:25  |
| 2.  | My Own Prison                        | 5:00  |
| 3.  | What's This Life For                 | 3:32  |
| 4.  | One                                  | 5:02  |
| 5.  | Are You Ready?                       | 4:46  |
| 6.  | Higher                               | 5:26  |
| 7.  | With Arms Wide Open A Thousand Faces | 4:38  |
| 8.  | What If                              | 5:18  |
| 9.  | One Last Breath                      | 3:59  |
| 10. | Don't Stop Dancing                   | 4:31  |
| 11. | Bullets                              | 3:51  |
| 12. | My Sacrifice                         | 4:55  |
| 13. | Weathered                            | 5:30  |